# Wowkowe (obwód zakarpacki)
Wowkowe (ukr. Вовкове) – wieś na Ukrainie. Należy do rejonu użhorodzkiego w obwodzie zakarpackim i liczy 509 mieszkańców.